# Alvarenganiella seabrai
Alvarenganiella seabrai is een keversoort uit de familie klopkevers (Anobiidae). De wetenschappelijke naam van de soort is voor het eerst geldig gepubliceerd in 1971 door Viana & Martinez.